# Hendersonsumpfhuhn
Das Hendersonsumpfhuhn (Zapornia atra, Syn.: Nesophylax ater, Porzana ater, Porzana murrayi), auch Tuamotusumpfhuhn oder Hendersonralle genannt, ist eine kleine flugunfähige Ralle, die auf der Henderson-Insel endemisch ist. Der nächste Verwandte der Ralle ist das Zwergsumpfhuhn (Porzana pusilla).

## Erscheinungsbild
Sie ist etwa ein Drittel größer als das Südsee-Sumpfhuhn (Zapornia tabuensis), ihre abgerundeten Flügel haben aber dieselbe Länge wie die der kleineren Ralle, während ihr Schwanz sogar kürzer ist. Die Zahl der Handschwingen ist von elf auf neun, die Zahl der Schwanzfedern ist auf acht verringert. Der Schnabel ist mittelgroß. Die Beine sind lang und kräftig.
Die Iris ist kardinalrot, das Augenlid zinnoberrot, der Schnabel ist schwarz mit grünlicher Farbe am Ansatz, die sich auf der Schnabeloberseite als kurzer Streifen fortsetzt. Die Beine sind orangerot, bei Jungtieren etwas bräunlicher.

## Ernährung
Das Hendersonsumpfhuhn durchsucht das Laub am Waldboden nach Nahrung wie den Eiern von Reptilien, Insekten und anderen Gliederfüßern und Schnecken. Die Brutzeit erstreckt sich von Juli bis Mitte Februar, es werden in dieser Zeit oft zwei Bruten aufgezogen. Das Gelege besteht aus 2–3 Eiern. Das Brutpaar erhält oft von Artgenossen Unterstützung bei der Verteidigung der Jungtiere gegen Krabben und Ratten. Mindestens 43 Prozent der Alttiere überleben das Jahr und pro Erwachsenem überleben mindestens 0,95 Jungtiere pro Jahr bis zum Alter von einem Monat.

## Lebensraum
Die Art wird sowohl in dichten als auch in offenen Wäldern der Insel gefunden. Sie findet sich in durch Pisonia dominierten Wäldern, in Mischwäldern von Pisonia und Xylosma, in Timonius-Dickichten, in Pandanus-Thespesia-Argusia-Wäldern an Meeresbuchten und in Kokospalmenhainen an Stränden.
Das Hendersonsumpfhuhn ist auf der Henderson-Insel endemisch und hatte 1987 eine Population von über 3200 Exemplaren, 1992 waren es etwa 6200. Da bei den Zählungen unterschiedliche Verfahren verwendet wurden, ist es möglich, dass die Unterschiede auf Zählungsfehler zurückgehen. Es ist jedoch anzunehmen, dass die Population derzeit groß genug ist, um stabil zu sein und die Zahl der Tiere nicht abnimmt.
Obwohl die Pazifische Ratte (Rattus exulans) Eier und Küken frisst, gibt es keinen Hinweis, dass die Ratten eine ernsthafte Gefahr für den Vogel darstellen könnten, da sie etwa seit dem 8. Jahrhundert gemeinsam auf der Insel existieren. Zum Schutz des Hendersonsumpfhuhn ist es dennoch beabsichtigt, die Ratten auszurotten.